# Digital Data Exchange
Digital Data Exchange (DDEX) est une organisation de normalisation dans le domaine de la gestion des DRM, où on contrôle les flux de données et on identifie l'origine d'un document, en y incorporant lors de sa création un identifiant unique provenant du microprocesseur (auteur) TCPA.
Les objectifs de DDEX sont:
- définir les messages XML standard pour l'échange de données
- développer les protocoles de communication et de gestion des messages
- promouvoir ces standards et assister les structures qui les implémentent